# Geschützter Landschaftsbestandteil Feldgehölz am Obermarsberger Wald
Der Geschützte Landschaftsbestandteil Feldgehölz am Obermarsberger Wald mit 2,04 ha Flächengröße liegt im Stadtgebiet von Marsberg nordwestlich von Heddinghausen im Hochsauerlandkreis. Das Gebiet wurde 2008 mit dem Landschaftsplan Marsberg durch den Kreistag des Hochsauerlandkreises als Geschützter Landschaftsbestandteil (LB) ausgewiesen. Das LB ist umgeben vom Landschaftsschutzgebiet Echelpohlen. Der LB liegt im Nordostteil direkt an der Kreisstraße. Vom nördlich liegenden Geschützter Landschaftsbestandteil Bohlen Kämpchen ist der LB nur etwa 80 m entfernt. Auf der östlichen Seite der Kreisstraße liegt etwa 90 m nordöstlich das Naturdenkmal Kochs Kuhle.

## Beschreibung
Der Landschaftsplan führt zum LB aus: „Es handelt sich um ein kleines, nordnordwestexponiertes Feldgehölz, überwiegend aus Hainbuche, mit einer arten-, individuen- und blütenreichen Krautschicht auf Zechstein-Kalken. Teilweise ist ein Mantelgehölz aus Feldahorn, Hasel und Holunder ausgebildet; an der Nordwestecke steht eine Alteiche mit dichter Efeu-Berankung. Am Ostrand wurde ein unmittelbar an den Hainbuchenbestand grenzendes „Fichtenfeldgehölz“ einbezogen, das sich wegen der Standortungunst bereits in Auflösung befindet und bei entsprechender Laubholzbestockung ähnliche Biotopqualitäten erwarten lässt wie der aktuell schutzwürdige Teil. Im Landschaftsbild ergänzt der Bestand die umgebenden landschaftlichen Kleinstrukturen innerhalb der großflächigen Feldflur, die ebenfalls weitgehend als ND oder LB im Plan gesichert wurden.“

## Schutzzweck
Die Ausweisung als LB erfolgte:
- zur Erhaltung, Entwicklung oder Wiederherstellung der Leistungs- und Funktionsfähigkeit des Naturhaushaltes,
- zur Belebung, Gliederung oder Pflege des Orts- und Landschaftsbildes und
- zur Abwehr schädlicher Einwirkungen.

Der LB stellt, wie die anderen LBs im Landschaftsplangebiet, einen herausragenden Lebensraum für die ökologische Leistungsfähigkeit des Naturhaushaltes dar. Er dient ferner als landschaftsgliederndes und -belebendes Element. Die Ausweisung dient der Abwehr realer oder potenzieller schädlicher Einwirkungen durch Pflanzenentnahme, Relief- oder Gewässerveränderungen usw.